# Elymus tsukushiensis
Elymus tsukushiensis är en gräsart som beskrevs av Masaji Masazi Honda. Elymus tsukushiensis ingår i släktet elmar, och familjen gräs. Inga underarter finns listade i Catalogue of Life.